# Alan Gilbert
Alan Gilbert (Upper West Side, Manhattan, (Nova York), 23 de febrer, 1967), és un director i violinista nord-americà. És director principal de la NDR Elbphilharmonie Orchestra i director musical de la Royal Swedish Opera. Va ser director musical de l'Orquestra Filharmònica de Nova York del 2009 al 2017.

## Joventut
Gilbert es fill de dos violinistes de la Filharmònica de Nova York, Michael Gilbert i Yoko Takebe, tots dos retirats de l'orquestra. En créixer a l'Upper West Side de Manhattan, Gilbert va assistir a l'"Ethical Culture Fieldston School" de Riverdale, on va ser un dels millors estudiants. De jove va aprendre el violí, la viola i el piano. La seva germana, Jennifer Gilbert, també va estudiar violí i es va convertir en violinista professional.
A la dècada de 1980, Gilbert va estudiar música a la Universitat Harvard, on va ser director musical de la Harvard Bach Society Orchestra" el 1988–89. Mentre estava a Boston, Gilbert també va estudiar amb el violinista Masuko Ushioda al Conservatori de Música de Nova Anglaterra. Després d'obtenir la llicenciatura a Harvard, Gilbert va estudiar direcció al Curtis Institute of Music i a la "Juilliard School of Music" amb Otto-Werner Mueller. El 1994, va guanyar el premi Georg Solti, que li va permetre una setmana de tutories particulars amb el mestre Solti. També l'any 1994, Gilbert va guanyar el primer premi al Concurs Internacional d'Interpretació Musical de Ginebra.

## Realització de carrera
Des de 1995 fins a 1997, Gilbert va ser director assistent de la Cleveland Orchestra. El 1997, va guanyar el "Seaver/National Endowment for the Arts Conductors Award."

## Òpera de Santa Fe
La llarga relació de Gilbert amb l'Òpera de Santa Fe es remunta al 1993, quan va exercir com a assistent de concertista de l'orquestra. Abans d'això, els dos pares de Gilbert van tocar a l'orquestra de l'òpera, i el seu pare va exercir de concertista durant diversos anys. El 2001, Gilbert va dirigir la seva primera producció de l'Òpera de Santa Fe, Falstaff de Verdi. El 2003, es va convertir en el primer director musical de l'Òpera de Santa Fe. El seu contracte inicial es va concloure a finals de la temporada 2006. Al novembre de 2006, es va informar que Gilbert havia d'estar en "sabàtic oficial de juny a agost de 2007" per passar més temps amb la seva família. Al maig de 2007, l'Òpera de Santa Fe va anunciar que Gilbert havia conclòs oficialment el seu mandat com a director musical, a partir de 2006.

## Filharmònica de Nova York
Gilbert va construir gran part de la seva reputació com a director de música contemporània i nord-americana, i el seu nomenament a la Filharmònica de Nova York va marcar una mica un canvi de l'orquestra lluny dels seus predecessors més conservadors Lorin Maazel, Kurt Masur i Zubin Mehta. Va ser el primer director d'orquestra nascut a Nova York a ser nomenat director musical de la Filharmònica de Nova York. Per a la seva temporada inaugural de la Filharmònica 2009/10, Gilbert va presentar una sèrie d'iniciatives noves, inclosa la presència del compositor en residència Magnus Lindberg i l'artista en residència Thomas Hampson. Els festivals i gires que va presentar inclouen CONTACT, la sèrie de música nova de la Filharmònica; i una gira important per Àsia i Orient Mitjà l'octubre de 2009, amb debuts a Hanoi i Abu Dhabi. Al febrer de 2015, l'orquestra va anunciar la finalització programada del mandat de Gilbert com a director musical al final de la temporada 2016-2017.

## Treball addicional
Gilbert va ser director principal de la "Royal Stockholm Philharmonic Orchestra" del 2000 al 2008. Ara té el títol de director laureat amb la "Royal Stockholm Philharmonic". Del 2004 al 2015, va ser director convidat principal de l'Orquestra Simfònica NDR. Va fer el seu debut com a director de la Metropolitan Opera el novembre de 2008 amb l'òpera de John Adams, Doctor Atomic.
Gilbert és la primera persona a ocupar la càtedra William Schuman d'Estudis Musicals a la Juilliard School. La posició inclou classes magistrals de coaching, direcció i rendiment. Gilbert va assumir el càrrec a la tardor de 2009.
El juny de 2017, la NDR Elbphilharmonie Orchestra (abans NDR Symphony Orchestra) va anunciar el nomenament de Gilbert com el seu proper director en cap, amb efecte a la temporada 2019-2020, amb un contracte inicial de 5 temporades. Va tenir el títol de director en cap designat des del 2017 fins al seu arribada el 2019. Al febrer de 2023, l'orquestra va anunciar l'extensió del contracte de Gilbert com a director en cap fins a l'estiu de 2029.
El 2012, Gilbert va fer la seva primera aparició com a director amb la Royal Swedish Opera. El gener de 2020, la Royal Swedish Opera va anunciar el nomenament de Gilbert com el seu proper director musical, amb efecte a la primavera de 2021.

## Vida personal
El 2002, Gilbert es va casar amb la violoncel·lista sueca Kajsa William-Olsson, membre de la Royal Stockholm Philharmonic Orchestra. Tenen tres fills, la Lia, la Noemi i l'Esra. La família té residències a la ciutat de Nova York i Suècia.